# Puurihoaivi
Puurihoaivi är ett berg i Finland.   Det ligger i den ekonomiska regionen Norra Lappland och landskapet Lappland, i den norra delen av landet, 1 000 km norr om huvudstaden Helsingfors. Toppen på Puurihoaivi är 365 meter över havet.
Terrängen runt Puurihoaivi är platt, och sluttar västerut.  Trakten runt Puurihoaivi är nära nog obefolkad, med mindre än två invånare per kvadratkilometer. Det finns inga samhällen i närheten. Omgivningarna runt Puurihoaivi är i huvudsak ett öppet busklandskap.